# Bjørn Magnussen
Bjørn Magnussen (* 2. Januar 1998 in Trondheim) ist ein norwegischer Eisschnellläufer.

## Werdegang
Magnussen hatte seinen ersten internationalen Erfolg bei den Juniorenweltmeisterschaften 2015 in Warschau. Dort gewann er die Silbermedaille im Teamsprint. Zudem errang er dort den 43. Platz über 1000 m und 15. Platz über 500 m. Zu Beginn der Saison 2017/18 debütierte er in Heerenveen im Eisschnelllauf-Weltcup und belegte dabei den 24. Platz im B-Weltcup über 500 m und den zweiten Platz im Teamsprint. Beim folgenden Weltcup in Calgary wurde er erneut Zweiter im Teamsprint und holte beim Weltcupfinale in Minsk im Teamsprint seinen ersten Weltcupsieg. Bei den Europameisterschaften 2018 in Kolomna kam er auf den 15. Platz über 500 m und auf den vierten Rang im Teamsprint. Zu Beginn der Saison 2018/19 lief er beim Weltcup in Obihiro erneut auf den zweiten Platz im Teamsprint.

## Persönliche Bestzeiten
- 500 m      34,36 s (aufgestellt am 12. Dezember 2021 in Calgary)
- 1000 m    1:08,17 min. (aufgestellt am 12. Dezember 2021 in Calgary)
- 1500 m    1:54,94 min. (aufgestellt am 22. März 2015 in Calgary)
- 3000 m    4:22,53 min. (aufgestellt am 7. März 2014 in Heerenveen)

## Weltcupsiege im Team
| Nr. | Datum            | Ort                 | Disziplin    |
| --- | ---------------- | ------------------- | ------------ |
| 1.  | 18. März 2018    | Minsk               | Teamsprint 1 |
| 2.  | 9. Dezember 2018 | Tomaszów Mazowiecki | Teamsprint 1 |
| 3.  | 3. Dezember 2023 | Stavanger           | Teamsprint 2 |